# Тільса Цучія
Тільса Цучія Кастільо (ісп. Tilsa Tsuchiya Castillo, 24 вересня 1928 — 23 вересня 1984) — перуанська граверка та художниця, відома своїми картинами на теми перуанських міфів і легенд. Вона вважається одним з найвидатніших зразків перуанського живопису, отримавши престижну премію Bienal de Teknoquimica. Цучія закінчила Національну вищу автономну школу образотворчих мистецтв Перу в 1959 році. У своїх роботах Цучія зверталася до сучасних проблем гендеру та ідентичності.

## Біографія

### Дитинство
Тілса Цучія народилася в Супе, Перу, місті на північ від Ліми, у 1928 році. Вона була сьомою з восьми дітей, які залишилися сиротами в ранньому віці. Її дитяче прізвисько було «ла чола». У вісім років вона навчилася малювати. Її батько, Йошігоро Цучія (1878—1947), народився в Тіба, Японія, приїхав до Перу після здобуття медичної освіти медицини в Сполучених Штатах. Він одружився з Марією Луїзою Кастільо, яка народилася в Чавіні, Перу і була нащадком китайських іммігрантів.

### Освіта
Цучія розпочала навчання у Вищій національній школі художніх мистецтв Перу в Лімі в 1947 році. Того ж року вона пережила смерть батька, а через два роки — смерть матері. Втрата матері спонукала її припинити навчання, щоб разом з братом Вільфредо відкрити майстерню з виготовлення вікон та обрамлення для них.
Після повернення до Вищої національної школи художніх мистецтв Перу вона вступила до майстерень художників Карлоса Кіспеза Асіна та Рікардо Грау, а також стала ученицею художника Мануеля Сапата Оріуели. Від самого початку вона вирізнялася своєю унікальною особистістю та стилем. Вона закінчила клас 1959 року з відзнакою і отримала Велику золоту медаль з живопису. У 1957 році, ще будучи студенткою, вона отримала нагороду Segundo Premio del Salón Municipal. Вона також була членом перуанської делегації на «Primera Bienal de la Juventud», що відбулася в Парижі в 1958 році. У 1960 році вона поїхала до Франції, щоб вивчати графіку та гравюру в Школі витончених мистецтв та історію мистецтва в Сорбонні, де жила до середини 1970-х років. Її роботи, що відповідають цьому періоду, відзначаються темними тонами та мінімалістичною естетикою.

### Художня кар'єра
Уявні, сексуально заряджені композиції невеликого формату здобули популярність після її виставки в Інституті сучасного мистецтва в 1968 році. У 1970 році вона отримала нагороду Teknoquimica Award, визнання, яке закріпило її висхідну мистецьку кар'єру. На картині 1974 року вертикальний, біоморфно вирізьблений сонячний камінь у Мачу-Пікчу, загубленому місті інків, перетворився на фігуру, що піднімається, як майяський Чак-Муль. У 1975 році вона повернулася до Перу і встановила громадську скульптуру на вулиці Португалії в районі Брена. Невдовзі її роботи набули елементів фантазії та оповіді, поєднуючи аспекти образів та міфології перуанського корінного населення з європейськими впливами. Цучия представляла Перу на XV Бієнале в Сан-Паулу в 1979 році, її роботи були включені до виставки Мистецтво фантастики: Латинська Америка 1927—1987 в Індіанаполісі.

### Особисте життя
У 1948 році в Уануко, Перу, вона народила свою першу дитину, Орландо Корнехо Цучія. У 1963 році вийшла заміж за свого чоловіка, француза Шарля Мерсьє. Цучія отримала французьке громадянство і того ж року народила свою другу дитину, Жиль Мерсьє Цучія. Вона померла в 1984 році від раку.

### Спадщина
Центральний резервний банк Перу випустив нову банкноту номіналом 200 солей із зображенням Тільси Цучії, одного з найвидатніших перуанських та міжнародних художників.

## Список робіт

### Картини
- Арлекін (1955) Належить Банку Нового Світу (у стадії ліквідації)
- Натюрморт (1956)
- Андські музиканти (1968)
- Індійський квартет (1967)
- Аро Негро (1968)
- Соледад (1968)
- Дівчина вночі (1968)
- Комерсанти (1968)
- Вищі сили (1969)
- Мачу-Пікчу (1970)
- Натюрморт з качкою (1971)
- Охоронець вітру (1971)
- Рай (1971)
- Священна пісня війни (1972)
- Велика мати (1972)
- Міф про сновидіння (1974)
- Скорпіон (1974)
- Жінка, що літає (1974)
- Міф про птаха і каміння (1975)
- Міф про плід (1975)
- Міф про ставок (1975)
- Трістан та Ізольда (1974—1975)
- Міф про червоного воїна (1976)
- Міф про дерево (1976)
- Міф про жінку і політ (1976)
- Пелікан (1978)
- Жінка і мавпа (1979)
- Жінка з островів (1979)

### Малюнки
- Малюнок тушшю з аквареллю (1970)
- Мачу-Пікчу (1971)
- Рисунок тушшю з темперою (1973)

### Скульптури
- Водяна пума (1970)

### Гравюри
- Літографія (1976)

## Вибрані персональні виставки
- Інститут сучасного мистецтва, Ліма, 1959
- Galerie Cimaise, Париж, 1966
- Інститут сучасного мистецтва, Ліма, 1968
- Інститут сучасного мистецтва, Ліма, 1970
- Галерея Карлоса Родрікеса Сааведра, Ліма, 1972
- Галерея Енріке Каміно Брента, Ліма, 1980
- Народний банк Перу, 1981
- Художня галерея Петроперу, Ліма, 1984[5]

## Вибрані групові виставки
- Бієнале в Сан-Паулу, Бразилія, 1979[5]
- Мистецтво фантастики, Латинська Америка, 1920—1987, Музей мистецтв Індіанаполіса (виставка), 1987[13]
- Латиноамериканські жінки-художниці, 1915—1995, Художній музей Мілуокі (виставка), 1995[14]